# لوسيت شواكي
لوسيت شواكي (الاسم العلمي: Lecythis schwackei) هو نوع من النباتات يتبع جنس اللوسيت من الفصيلة اللوسيتية. تم وصف هذا النوع من النبات علمياً لأول مرة من قبل سكوت أ. موري وراينهارد غوستاف بول كنوث سنة 1981. يتواجد هذا النوع من النبات فقط في البرازيل وهو مهدد بفقدان الموائل. سمي هذا النوع نسبةً إلى عالم النبات الألماني كارل أوغست فلهلم شواكي.